# Euplexia dubia
Euplexia dubia là một loài bướm đêm trong họ Noctuidae.